# Beltrán de la Cueva (viceré 1551)
Beltrán de la Cueva, VI duca di Alburquerque, III marchese di Cuéllar, VI conte di Huelma e di Ledesma (in spagnolo: Beltrán III de la Cueva y Castilla; Cuéllar, 1551 – Madrid, 13 marzo 1612) è stato un politico spagnolo.

## Biografia
Nato nel Castello di Cuéllar, era il figlio di Diego de la Cueva, figlio di Francisco Fernández de la Cueva, e di sua moglie, María di Castiglia, discendente di Pietro I di Castiglia. Crebbe a Madrid con sua zia Anna di Castiglia.

## Carriera
Nel 1573 riuscì a succedere al cugino Gabriel de la Cueva come Duca di Alburquerque. Nel 1599 fu Viceré d'Aragona, carica che mantenne fino al 1602, quando entrò nel consiglio di stato.

## Matrimoni

### Primo Matrimonio
Sposò, il 1 marzo 1573, la nipote Isabel de la Cueva (?-1600), figlia di Francisco Fernández de la Cueva. Ebbero sette figli:
- Francisco Fernández de la Cueva (1575-1637);
- Diego de la Cueva;
- Mauricio de la Cueva;
- Antonio de la Cueva, sposò Mayor Ramírez de Zúñiga, ebbero un figlio;
- María de la Cueva, sposò in prime nozze Francisco Pérez de Cabrera e in seconde nozze Francisco López Pacheco;
- Francisca de la Cueva, sposò Rodrigo Pacheco, ebbero due figli;
- Gregoria de la Cueva.

### Secondo Matrimonio
Sposò Francisca Fernández de Córdoba (23 febbraio 1563-?), figlia di Diego Fernández de Córdoba. Ebbero quattro figli che morirono durante l'infanzia:
- José de la Cueva
- Isabel de la Cueva
- María de la Cueva
- Juana de la Cueva

Ebbe un figlio illegittimo, Francisco de la Cueva, che fu vescovo di Oviedo (1612-1615).

## Morte
Morì nel suo palazzo di Madrid.